# Severna žirafa
Pogledajte žirafa za detalje kako se ova predložena taksonomija uklapa u trenutno prihvaćenu taksonomiju žirafa.
Severna žirafa, takođe poznata kao troroga žirafa, je predložena vrsta žirafe koja obitava u Severnoj Africi.
U sadašnjoj IUCN taksonomskoj šemi, postoji samo jedna vrsta žirafe s imenom  i devet podvrsta.
Nekada izobilna širom Afrike od 19. veka, ona ima opseg od Senegala, Malija i Nigerije od Zapadne Afrike do severa u Egiptu. Zapadnoafričke žirafe su nekada živele u Alžiru i Maroku u drevnim periodima do njihovog izumiranja zbog saharske suve klime. Ona je izolovana u Južnom Sudanu, Keniji, Čadu i Nigeru.
Sve žirafe IUCN smatra ranjivim na izumiranje. Tokom 2016. godine u prirodi je bilo prisutno oko 97.000 jedinki iz svih podvrsta. Trenutno postoji 5.195 severnih žirafa.

## Taksonomija i evolucija
U trenutnoj IUCN taksonomskoj šemi postoji samo jedna vrsta žirafe s imenom  i devet podvrsta.

### Podvrste
Predložene su tri podvrste severnih žirafa.
| Podvrste                                                                                           | Opis | Slika |
| -------------------------------------------------------------------------------------------------- | --- | ----- |
| Nubijska žirafa ()                                                                                 | Ova nominirana podvrsta severne žirafe nalazi se u istočnom Južnom Sudanu i jugozapadnoj Etiopiji. Ona ima oštro definirane mrlje boje kestena okružene uglavnom belim linijama, dok na donjoj strani nema mrlja. Srednja kvržica je posebno razvijena u mužjaka.‍:51 Smatra se da njih oko 2.150 ostaje u divljini, od kojih je 1.500 iz Rotšildovog ekotipa. To je jedna od najčešćih vrsta žirafa u zatočeništvu, mada je originalni fenotip retkost - jedna grupa se čuva u zoološkom vrtu Al Ain u Ujedinjenim Arapskim Emiratima. Godine 2003. ova grupa je brojala 14 jedinki. |       |
| Kardofanska žirafa ()                                                                              | Kardofanska žirafa je podvrsta severne žirafe (G. cameleopardis) i ima populaciju od 2.000 jedinki koja obuhvata južni Čad, Centralnoafričku Republiku, severni Kamerun i severoistočni DR Kongo. Populacije u Kamerunu ranije su uključivane u G. c. peralta, ali je to bilo netačno. U poređenju sa nubijskom žirafom, ova podvrsta ima manje i nepravilnije šare. Njene mrlje se mogu naći ispod skočnog zgloba i na unutrašnjosti nogu. Središnja kvržica je prisutna kod mužjaka.‍:51–52 Postoji velika konfuzija u vezi sa statusom ove podvrste i u zoološkim vrtovima. Godine 2007. svi navodni u evropskim zoološkim vrtovima se pokazalo da su zapravo . Uz ovu korekciju oko 65 primeraka se čuva u zoološkim vrtovima. Ranije priznata podvrsta se danas smatra delom kordofanske podvrste. |       |
| Rotšildova žirafa (G. c. rothschildi, po Volter Rotšildu), takođe poznata kao Barinška žirafa ili Ugandanska žirafa | Rotšildova žirafa je bivša podvrsta konglomeratne vrste žirafa, ali se danas smatra ekotipom severne žirafe (Giraffa camleopardis). Njen opseg habitata obuhvata delove Ugande i Kenije. Njegovo prisustvo u Južnom Sudanu i Demokratskoj Republici Kongo je neizvesno. Ova žirafa ima velike tamne mrlje koje obično imaju potpunu marginu, ali mogu imati i oštre ivice. Tamne mrlje takođe mogu imati bleđe zračne linije ili pruge unutar sebe. Mrlje obično ne dosežu ispod skočnih zglobova i gotovo nikada do kopita. Ovaj ekotip takođe može razviti pet „rogova”.‍:53 Veruje se da oko 1500 primeraka ostaje u divljini, a više od 450 ih se čuva u zoološkim vrtovima. Prema genetskoj analizi iz septembra 2016. godine, ova podvrsta je konspecifična sa Nubijskom žirafom (G. c. camelopardalis).     |       |
| Zapadnoafrička žirafa (), takođe poznata kao Nigerska žirafa ili Nigerska žirafa                   | Zapadnoafrička žirafa je podvrsta severne žirafe (G. cameleopardis) endemske za jugozapadni Niger. Ova životinja ima svetlije krzno od ostalih podvrsta,‍:322 sa crvenim mrljama u obliku režanja koje dosežu ispod skočnih zglobova. Osikoni su uzdignutiji nego kod drugih podvrsta, a mužjaci imaju dobro razvijene medijalne kvržice.‍:52–53 Ovo je najugroženija podvrsta sa manje od 400 jedinki koje su ostale u divljini. Za žirafe u Kamerunu ranije se verovalo da pripadaju ovoj podvrsti, ali su u stvari G. c. antiquorum. Ova greška rezultirala je određenom zbrkom u vezi sa njenim statusom u zoološkim vrtovima, ali 2007. godine je utvrđeno je da su svi „G. c. peralta” koji se čuvaju u evropskim zoološkim vrtovima zapravo .                                                         |       |

## Opis
Žirafe imaju dve izbočine nalik na rogove poznata kao osikoni na čelu. Severne žirafe su duže i veće od južnih žirafa. Mužjaci severne žirafe imaju treći cilindrični osikon u sredini glave, neposredno iznad očiju, dužine od 3 do 5 inča.

## Distribucija i habitat
Severne žirafe žive u savanama, grmljovitim predelima i šumama. Nakon lokalnih izumiranja na raznim mestima, severne žirafe su najmanje brojna vrsta i najugroženija. U istočnoj Africi one se najčešće nalaze u Keniji i jugozapadnoj Etiopiji, mada retko u severoistočnoj Demokratskoj Republici Kongo i Južnom Sudanu. U Centralnoafričkoj Republici, Čadu i Kamerunu Centralne Afrike živi oko 2.000. Jednom raširene u Zapadnoj Africi, nekoliko stotina severnih žirafa je zatvoreno u rezervatu Dosso u gradu Koure, u Nigeru. Sreću se kako u zaštićenim područjima, tako i izvan njih.
Najraniji opsezi habitata severnih žirafa bili su u Čadu tokom kasnog pliocena. One su nekada su bile izobilne u Severnoj Africi. One su živele u Alžiru od ranog pleistocena tokom kvartarnog perioda. Isto tako su živele su u Maroku do njihovog izumiranja oko 600. godine pne, pošto je suva klima Sahare učinila živote uslove hepodesnim za žirafe. They are also extinct in Libya and Egypt.

## Literatura
- Peust, C. (2009). „Some Cushitic Etymologies”.  Ур.: Dolgopolʹskiĭ, A.; Takács, G.; Jungraithmayr, H. Semito-Hamitic Festschrift for A.B. Dolgopolsky and H. Jungraithmayr. Reimer. стр. 257—60. ISBN 978-3-496-02810-9.
- Dagg, A. I. (1971). „Giraffa camelopardalis” (PDF). Mammalian Species. 5 (5): 1—8. JSTOR 3503830. doi:10.2307/3503830. Архивирано из оригинала (PDF) 21. 04. 2017. г. Приступљено 16. 12. 2019.
- Hassanin, A.; Douzery, E. J. P. (2003). „Molecular and morphological phylogenies of Ruminantia and the alternative position of the Moschidae”. Systematic Biology. 52 (2): 206—28. PMID 12746147. doi:10.1080/10635150390192726.
- Mitchell, G.; Skinner, J. D. (2003). „On the origin, evolution and phylogeny of giraffes Giraffa camelopardalis”. Transactions of the Royal Society of South Africa. 58 (1): 51—73. doi:10.1080/00359190309519935.
- Danowitz, M.; Vasilyev, A.; Kortlandt, V.; Solounias, V. (2015). „Fossil evidence and stages of elongation of the Giraffa camelopardalis neck”. Royal Society Open Science. 2 (10): 150393. Bibcode:2015RSOS....250393D. PMC 4632521 . PMID 26587249. doi:10.1098/rsos.150393.
- Danowitz, M.; Domalski, R.; Solounias, N. (2015). „The cervical anatomy of Samotherium, an intermediate-necked giraffid”. Royal Society Open Science. 2 (11): 150521. Bibcode:2015RSOS....250521D. PMC 4680625 . PMID 26716010. doi:10.1098/rsos.150521.
- Janis, Christine M. (1. 1. 1993). „Tertiary Mammal Evolution in the Context of Changing Climates, Vegetation, and Tectonic Events”. Annual Review of Ecology and Systematics. 24: 467—500. JSTOR 2097187. doi:10.1146/annurev.ecolsys.24.1.467.
- Ramstein, Gilles; Fluteau, Frédéric; Besse, Jean; Joussaume, Sylvie (24. 4. 1997). „Effect of orogeny, plate motion and land–sea distribution on Eurasian climate change over the past 30 million years”. Nature (на језику: енглески). 386 (6627): 788—795. Bibcode:1997Natur.386..788R. doi:10.1038/386788a0.
- Agaba, M.; Ishengoma, E.; Miller, W. C.; McGrath, B. C.; Hudson, C. N.; Bedoya, R. O. C.; Ratan, A.; Burhans, R.; Chikhi, R.; Medvedev, P.; Praul C. A.; Wu-Cavener, L.; Wood, B.; Robertson, H.; Penfold, L.; Cavener, D. R. (2016). „Giraffe genome sequence reveals clues to its unique morphology and physiology”. Nature Communications. 7: 11519. Bibcode:2016NatCo...711519A. PMC 4873664 . PMID 27187213. doi:10.1038/ncomms11519.
- Brown, D. M.; Brenneman R. A.; Koepfli, K.-P.; Pollinger, J. P.; Milá, B.; Georgiadis, N. J.; Louis Jr., E. E.; Grether, G. F.; Jacobs, D. K.; Wayne R. K. (2007). „Extensive population genetic structure in the giraffe”. BMC Biology. 5 (1): 57. PMC 2254591 . PMID 18154651. doi:10.1186/1741-7007-5-57.
- Linnaeus, Carl (1758). Systema Naturæ.
- Muller, Zoe;  . (2016). „Giraffa camelopardalis (Giraffe)”. www.iucnredlist.org. Архивирано из оригинала 14. 5. 2019. г. Приступљено 2. 5. 2017.
- Russell, Seymour (2001). Patterns of subspecies diversity in the giraffe, Giraffa camelopardalis (L. 1758) : comparison of systematic methods and their implications for conservation policy. PHD Thesis, University of Kent at Canterbury (Ph.D). University of Kent at Canterbury. Архивирано из оригинала 18. 06. 2022. г. Приступљено 16. 12. 2019.